# Alexandre Willaume
Alexandre Willaume, född 20 december 1972 i Hellerup, är en dansk skådespelare. Willaume har bland annat medverkat i Home fires, Gisslantagningen och Tomb Raider.

## Filmografi i urval
- 1998 – Skuggan
- 2000 – Mordkommissionen (TV-serie)
- 2001 – Hotellet (TV-serie)
- 2003 – Försvarsadvokaterna (TV-serie)
- 2005 – Klovn (TV-serie)
- 2009 – Brottet II (TV-serie)
- 2009 – Fräls oss ifrån ondo
- 2010 – Megamind (röst i dansk dubbning)
- 2010 – Trassel (röst i dansk dubbning)
- 2011 – Den som dräper (TV-serie)
- 2013-2015 – Rita (TV-serie)
- 2015–2017 – The Last Kingdom (TV-serie)
- 2015 – Crossing Lines (TV-serie)
- 2016 – Home fires (TV-serie)
- 2017 – The Lego Batman Movie (röst i dansk dubbning)
- 2017 – Gisslantagningen (TV-serie)
- 2018 – Tomb Raider
- 2018 – Deep State (TV-serie)